# الدوري الدنماركي لكرة اليد
الدوري الدنماركي لكرة اليد هو الدوري الرئيسي لكرة اليد للمحترفين في الدنمارك. يدار من قبل اتحاد كرة اليد الدنماركي. تأسس في سنة 1936، ويتكون حاليا من قبل 14 فريقا. يعتبر نادي كولدنغ لكرة اليد هو الأكثر تتويجا بـ 14 لقبا.